# يان فوستر (أستاذ جامعي)
يان فوستر (بالإنجليزية: Ian Foster)‏ هو عالم حاسوب أمريكي، ولد في 1959 في نيوزيلندا.